# Gullfaxi
En la mitología nórdica Gullfaxi es un caballo mágico cuyo nombre significa «crines doradas».
Su dueño era el gigante Hrungnir, y el caballo era igual de veloz tanto en la tierra como en el aire y en el agua. En una ocasión desafío a Odín a competir con su corcel, Sleipnir contra Gullfaxi. Odín le ganó sacándole gran ventaja en la carrera, hecho que luego haría que el gigante se enfureciera y desafiara a los dioses.
Posteriormente el animal pasó a manos del hijo de Thor llamado Magni, como recompensa por haberle ayudado a salir de debajo del cuerpo de piedra del gigante que cuando Thor le abatió se desplomó sobre él.